# Razzle
Razzle, egentligen Nicholas Charles Dingley, född 2 december 1960 i Royal Leamington Spa, Storbritannien, död 9 december 1984 i Redondo Beach, USA, var en brittisk musiker. Han är mest känd som trummis i glamrockbandet Hanoi Rocks (medlem 1982–1984). År 1984 omkom Razzle i en bilolycka.

## Biografi

### De unga åren:Isle of Wight
Razzle föddes som Nicholas Charles Dingley i den idylliska engelska staden Royal Leamington Spa, den 2 december 1960. Som son till en ensamstående mor blev han strax efter födseln adopterad till familjen Dingley i Coventry, där Nicholas gick med i den lokala scoutkåren. Det var här han för första gången greppade trumpinnarna i kårorkestern. Han blev snabbt känd som en varmhjärtad och hjälpsam ung man, alltid med glimten i ögat och med en förkärlek för practical jokes.
När Nicholas var 16 skaffade han sig sitt första trumset och började 1977 spela, inspirerad av Sex Pistols, The Damned och Alice Cooper. Under 1970-talet spelade han i olika lokala band, det mest kända av dem är troligtvis Thin Red Line. 1980 startade han bandet med det egenartade namnet Fuck Pigs, för att året därpå ansluta sig till Demon Preacher, ett band som försökte imitera Alice Coopers sound. Razzles mest kända band före Hanoi Rocks var The Dark, ett band han själv beskrivit som tung punk, nästan heavy. The Dark gjorde något av ett namn om sig i Storbritannien och turnerade runt landet. 1982 gav bandet ut liveskivan The Living End på 100 Club i London. Ironiskt nog blev det också bandets sista uppträdande.

### Hanoi Rocks
Razzle såg Hanoi Rocks för första gången i tidningen Sounds 1982 och beslöt sig för att gå på deras konsert på Zig Zag Club. Efter konserten var han fast besluten att på något sätt ta sig in i bandet. Läget var passligt, eftersom Hanoi Rocks just då var slitna i inre stridigheter. Razzle sökte upp medlemmarna och bönade om att få spela trummor med dem. Det hela slutade med att den tidigare trummisen Gyp Casino sparkades och Razzle fick platsen som ordinarie trummis. Redan på skivan Self Destruction Blues poserar han på omslaget, även om skivan spelades in med Gyp innan Razzle kom in i bilden. Razzle medverkade på Hanoi Rocks två mest framgångsrika skivor, Back To Mystery City och Two Steps From The Move, samt liveplattan All Those Wasted Years som spelades in på Marquee Club i London.
Under åren 1983 och 1984 hann Razzle också syssla med andra projekt vid sidan om Hanoi Rocks. Under en vistelse i Japan 1983 skrev Hanoi Rocks gitarrist Andy McCoy några låtar till artisten Yasuaki Hondas skiva Angel of Glass. Razzle, Andy och Hanoi Rocksbasisten Sam Yaffa hjälpte till att spela in skivan. 1984 satte Razzle, Andy och andragitarristen Nasty Suicide tillsammans med Knox (från Vibrators och Urban Dogs) ihop bandet Fallen Angels. De spelade in en skiva med samma namn som gruppen, men på grund av arbetet med Hanoi Rocks hann den här uppsättningen aldrig spela live tillsammans. Knox satte senare ihop Fallen Angels med andra medlemmar.

### Död
1984 inledde Hanoi Rocks sin slutsålda USA-turné men efter ett par konserter stukade bandets sångare Michael Monroe sin vrist så några spelningar blev inställda. Under tiden besökte bandet Mötley Crüe-trummisen Tommy Lees villa i Malibu Beach. Under en fest hos Mötley-sångaren Vince Neil i Redondo Beach blev följde Razzle med Vince Neil i hans nya De Tomaso Pantera. Vince Neil körde för fort, tappade kontrollen över bilen och krockade med ett mötande fordon. Neil klarade sig med några skråmor, men Razzle dog. 
Hanoi Rocks ställde in hela USA-turnén, men försökte sedan arbeta vidare med den nya trummisen Terry Chimes. Sam Yaffa hoppade dock av bara efter två konserter i Helsingfors, René Berg togs in som ny basist, men blev snabbt sparkad på grund av drogmissbruk och gräl med Andy McCoy. Timo Kaltio togs in som ny basist, men efter en turné i Polen meddelade Michael att han lämnar gruppen, vilket betydde slutet för Hanoi Rocks. Michael sade senare "Om vi hade några drömmar om framtiden, dog de med Razzle".
Nicholas "Razzle" Dingley är begraven på sin gamla hemö Isle of Wight.
Mötley Crüe dedicerade sitt album Theatre of Pain (1985) åt "Razzle" med orden: "This album is dedicated to the fond & loving memories of Nicholas "Razzle" Dingley, and again to the young and the young at heart and to those who stuck with us through the thick and thin."

## Razzles band
- Thin Red Line
- Fuck Pigs
- Demon Preacher
- The Dark
- Hanoi Rocks
- Fallen Angels

## Diskografi

### Album
- The Living End (live) (The Dark, 1982)
- Back To Mystery City (Hanoi Rocks, 1983)
- All Those Wasted Years (live) (Hanoi Rocks, 1983)
- Two Steps From The Move (Hanoi Rocks, 1984)